# Алан Ірвайн
Алан Ірвайн (англ. Alan Irvine, нар. 12 липня 1958, Глазго) — шотландський футболіст, що грав на позиції флангового півзахисника. По завершенні ігрової кар'єри — тренер. З 2017 року входить до тренерського штабу клубу «Вест Гем Юнайтед».
Виступав, зокрема, за клуби «КПР» та «Блекберн Роверз».

## Ігрова кар'єра
У дорослому футболі дебютував 1977 року виступами за команду клубу «КПР», в якій провів чотири сезони, взявши участь у 88 матчах чемпіонату. Більшість часу, проведеного у складі «Квінз Парк Рейнджерс», був основним гравцем команди.
Своєю грою за цю команду привернув увагу представників тренерського штабу клубу «Евертон», до складу якого приєднався 1981 року. Відіграв за клуб з Ліверпуля наступні три сезони своєї ігрової кар'єри.
У 1984 році уклав контракт з клубом «Крістал Пелес», у складі якого провів наступні три роки своєї кар'єри гравця. Граючи у складі «Крістал Пелес» також здебільшого виходив на поле в основному складі команди.
Протягом 1987—1989 років захищав кольори команди клубу «Данді Юнайтед».
У 1989 році перейшов до клубу «Блекберн Роверз», за який відіграв 3 сезони. Завершив професійну кар'єру футболіста виступами за команду «Блекберн Роверз» у 1992 році.

## Кар'єра тренера
Розпочав тренерську кар'єру, повернувшись до футболу після тривалої перерви, 2007 року, очоливши тренерський штаб клубу «Престон Норт-Енд», де пропрацював з 2007 по 2009 рік.
У 2010 році став головним тренером команди «Шеффілд Венсдей», тренував команду з Шеффілда один рік.
Згодом протягом 2014 року очолював тренерський штаб клубу «Вест-Бромвіч Альбіон».
У 2017 році прийняв пропозицію попрацювати у клубі «Норвіч Сіті». Залишив команду з Норвіча 2017 року.
Також входив до тренерських штабів клубів «Евертон» та «Блекберн Роверз».
З 2017 року є асистентом головного тренера «Вест Гем Юнайтед».